# Hainrode (Südharz)
Hainrode is een plaats en voormalige gemeente in de Duitse deelstaat Saksen-Anhalt, en maakt deel uit van de Landkreis Mansfeld-Südharz.
Hainrode telt 352 inwoners en is de geboorteplaats van F.A. Wolf, de organisator van de wetenschappelijke oudheidkunde.